# Resolution 1753 des UN-Sicherheitsrates
Die Resolution 1753 des UN-Sicherheitsrates ist eine Resolution zur Situation in Liberia, die der Sicherheitsrat der Vereinten Nationen am 27. April 2007 auf seiner 5668. Sitzung einstimmig angenommen hat.
Mit der Resolution wurde das mehr als drei Jahre bestehende Handelsverbot von Rohdiamanten aus Liberia aufgehoben, das der UN-Sicherheitsrat mit der UN-Resolution 1521 (2003) erstmals beschlossen hatte und zuletzt durch seine Resolution 1731 (2006) verlängerte.
Grund für die Aufhebung waren die Fortschritte, die Liberia bei der Umsetzung des Kimberley-Prozesses gemacht hat, dessen Ziel die Unterbindung des Handels von Blutdiamanten ist. Ursprünglich war das Verbot erlassen worden, weil bei aus Liberia gelieferten Rohdiamanten die legale Herkunft nicht bewiesen werden konnte und Erlöse zur Finanzierung von Rebellen in mehreren Staaten der Region eingesetzt wurden, insbesondere in Sierra Leone und Angola. Dem Kimberley-Prozess sind inzwischen mehr als 70 Staaten angeschlossen.
Die Resolution macht zur Bedingung, dass binnen 90 Tagen die Beendigung der Maßnahmen überprüft wird, indem die Einhaltung des Kimberley-Prozesses durch Liberia bewertet wird. Die Resolution auferlegt dem Kimberley-Prozess, durch das zuständige Sanktionskomitee dem Sicherheitsrat Bericht zu erstatten. Die Resolution ist völkerrechtlich bindend, da es sich um eine Resolution nach Kapitel VII der Charta der Vereinten Nationen handelt.